# 五分律
《彌沙塞部和酼五分律》（Mahīsasakavinaya），簡稱《五分律》，佛教戒律經典，屬於化地部。本書梵文原本現已失傳，現存漢譯本由法顯自錫蘭攜回，由罽賓律師佛陀什(Buddhajīva)與沙門智嚴漢譯。此部經典傳入後，在關中一帶有少數僧人在弘傳，但是相較於其他律部經典，在中國歷史上較不受重視。